# Wereldkampioenschap voetbal 1938
Het FIFA wereldkampioenschap voetbal 1938 was de derde editie van een internationale voetbalwedstrijd tussen de nationale mannenteams van landen die aangesloten zijn bij de FIFA. Frankrijk was dat jaar gastheer van de eindronde, zoals twee jaar eerder, op 15 augustus 1936, was besloten tijdens een FIFA-congres in Berlijn. Tot teleurstelling van Zuid-Amerika werd opnieuw een Europese locatie gekozen, terwijl Argentinië zich kandidaat had gesteld. Er wordt aangenomen, dat de keuze voor Frankrijk (19 stemmen, tegen 4 stemmen voor Argentinië en 0 stemmen voor nazi-Duitsland) een gevolg was van enerzijds de politieke onrust in diverse Zuid-Amerikaanse landen, als anderzijds de lage animo van Europese landen om af te reizen naar Argentinië. Als gevolg van deze beslissing van de FIFA trokken Argentinië en Uruguay zich definitief terug uit de kwalificatie voor het toernooi.
Aan de voorrondes deden 27 landen mee, waaronder vier debutanten. Spanje trok zich terug vanwege de Burgeroorlog in eigen land. De loting voor de eindronde werd verricht op 5 maart 1938 in Parijs. Het toernooi zelf begon op 4 juni en eindigde vijftien dagen later, op 19 juni 1938.
De plaats van Oostenrijk viel vrij door de Anschluss, daar de Engelse bond de uitnodiging voor deelname resoluut afwees en de FIFA de nummer twee van de kwalificatiepoule, Letland, de vrije plek niet wilde gunnen. Zweden plaatste zich voor de kwartfinale zonder een wedstrijd te spelen.

## Kwalificatie
Vooraf werd titelverdediger en Olympisch kampioen Italië gezien als de favoriet van het toernooi, outsiders waren vice-wereldkampioen Tsjecho-Slowakije, Hongarije en vooral Duitsland, dat in maart Oostenrijk annexeerde.  Het team bestond uit vijf Oostenrijkers en zes Duitsers, opgelegd door de nazi's. Coach Sepp Herberger moest een eenheid van dit team maken, een lastige opgave aangezien de Duitse tactiek verdedigend en fysiek was en de Oostenrijkse aanvallend en technisch. Buiten Europa kwam concurrentie uit Brazilië, dat in Leônidas een eerste, Braziliaanse vedette had. 
Het WK speelde zich in een dreigende, politieke atmosfeer door de agressieve politiek van het Duitsland van Adolf Hitler en het Italië van Benito Mussolini. Oostenrijk was ingelijfd door Hitler en tijdens het WK was de wereld in de ban van de Sudeten-crisis, Duitsland wilde het Sudetenland inlijven van Tsjecho-Slowakije, dat gesteund werd door Frankrijk. Tijdens het toernooi werd het Duitse en Italiaanse team door het publiek vaak uitgejouwd en onheus bejegend.
| FIFA-lid          | Confederatie  | Kwalificatie     | Aantal dln. (inclusief 1938) | Dln. op rij | Eerste dln. | Laatste dln. | Titels (exclusief 1938) | Beste prestatie |
| ----------------- | ------------- | ---------------- | ---------------------------- | ----------- | ----------- | ------------ | ----------------------- | --------------- |
| Italië            | Europa        | Titelverdediger  | 2e                           | 2           | 1934        | 1934         | 1                       | Kampioen        |
| Frankrijk         | Europa        | Gastland         | 3e                           | 3           | 1930        | 1934         | 0                       | Eerste ronde    |
| Duitsland         | Europa        | Winnaar groep 1  | 2e                           | 2           | 1934        | 1934         | 0                       | Derde           |
| Zweden            | Europa        | Tweede groep 1   | 2e                           | 2           | 1934        | 1934         | 0                       | Kwartfinale     |
| Noorwegen         | Europa        | Winnaar groep 2  | 1e                           | 1           | n.v.t.      | n.v.t.       | n.v.t.                  | n.v.t.          |
| Polen             | Europa        | Winnaar groep 3  | 1e                           | 1           | n.v.t.      | n.v.t.       | n.v.t.                  | n.v.t.          |
| Roemenië          | Europa        | Winnaar groep 4  | 3e                           | 3           | 1930        | 1934         | 0                       | Eerste ronde    |
| Zwitserland       | Europa        | Winnaar groep 5  | 2e                           | 2           | 1934        | 1934         | 0                       | Kwartfinale     |
| Hongarije         | Europa        | Winnaar groep 6  | 2e                           | 2           | 1934        | 1934         | 0                       | Kwartfinale     |
| Tsjecho-Slowakije | Europa        | Winnaar groep 7  | 2e                           | 2           | 1934        | 1934         | 0                       | Tweede          |
| Oostenrijk        | Europa        | Winnaar groep 8  | 2e                           | 2           | 1934        | 1934         | 0                       | Vierde          |
| Nederland         | Europa        | Winnaar groep 9  | 2e                           | 2           | 1934        | 1934         | 0                       | Eerste ronde    |
| België            | Europa        | Tweede groep 9   | 3e                           | 3           | 1930        | 1934         | 0                       | Eerste ronde    |
| Brazilië          | CONMEBOL      | Winnaar groep 10 | 3e                           | 3           | 1930        | 1934         | 0                       | Tweede          |
| Cuba              | Noord-Amerika | Winnaar groep 11 | 1e                           | 1           | n.v.t.      | n.v.t.       | n.v.t.                  | n.v.t.          |
| Nederlands-Indië  | Azië          | Winnaar groep 12 | 1e                           | 1           | n.v.t.      | n.v.t.       | n.v.t.                  | n.v.t.          |

## Scheidsrechters
Dertien scheidsrechters werden voor de wedstrijden aangewezen. Tussen haakjes staat hoeveel wedstrijden zij mochten fluiten.

## Speelsteden
| Colombes                                                                                     | Parijs                                                                                       | Le Havre                                                                                     | Rijsel                |
| -------------------------------------------------------------------------------------------- | -------------------------------------------------------------------------------------------- | -------------------------------------------------------------------------------------------- | --------------------- |
| Stade olympique Yves-du-Manoir                                                               | Parc des Princes                                                                             | Stade Municipal                                                                              | Stade Victor Boucquey |
| Capaciteit: 60.000                                                                           | Capaciteit: 48.712                                                                           | Capaciteit: 22.000                                                                           | Capaciteit: 15.000    |
|                                                                                              |                                                                                              |                                                                                              |                       |
| Bordeaux                                                                                     | Toulouse                                                                                     | Reims                                                                                        | Straatsburg           |
| Parc Lescure                                                                                 | Stade Chapou                                                                                 | Stade Auguste-Delaune                                                                        | Stade de la Meinau    |
| Capaciteit: 34.694                                                                           | Capaciteit: 35.472                                                                           | Capaciteit: 21.684                                                                           | Capaciteit: 30.000    |
|                                                                                              |                                                                                              |                                                                                              |                       |
| · Antibes Marseille Parijs Rijsel Le Havre Toulouse Saint-Étienne Straatsburg Reims Bordeaux | · Antibes Marseille Parijs Rijsel Le Havre Toulouse Saint-Étienne Straatsburg Reims Bordeaux | · Antibes Marseille Parijs Rijsel Le Havre Toulouse Saint-Étienne Straatsburg Reims Bordeaux | Antibes               |
| · Antibes Marseille Parijs Rijsel Le Havre Toulouse Saint-Étienne Straatsburg Reims Bordeaux | · Antibes Marseille Parijs Rijsel Le Havre Toulouse Saint-Étienne Straatsburg Reims Bordeaux | · Antibes Marseille Parijs Rijsel Le Havre Toulouse Saint-Étienne Straatsburg Reims Bordeaux | Stade du Fort Carré   |
| · Antibes Marseille Parijs Rijsel Le Havre Toulouse Saint-Étienne Straatsburg Reims Bordeaux | · Antibes Marseille Parijs Rijsel Le Havre Toulouse Saint-Étienne Straatsburg Reims Bordeaux | · Antibes Marseille Parijs Rijsel Le Havre Toulouse Saint-Étienne Straatsburg Reims Bordeaux | Capaciteit: 7.000     |
| · Antibes Marseille Parijs Rijsel Le Havre Toulouse Saint-Étienne Straatsburg Reims Bordeaux | · Antibes Marseille Parijs Rijsel Le Havre Toulouse Saint-Étienne Straatsburg Reims Bordeaux | · Antibes Marseille Parijs Rijsel Le Havre Toulouse Saint-Étienne Straatsburg Reims Bordeaux |                       |
| · Antibes Marseille Parijs Rijsel Le Havre Toulouse Saint-Étienne Straatsburg Reims Bordeaux | · Antibes Marseille Parijs Rijsel Le Havre Toulouse Saint-Étienne Straatsburg Reims Bordeaux | · Antibes Marseille Parijs Rijsel Le Havre Toulouse Saint-Étienne Straatsburg Reims Bordeaux | Marseille             |
| · Antibes Marseille Parijs Rijsel Le Havre Toulouse Saint-Étienne Straatsburg Reims Bordeaux | · Antibes Marseille Parijs Rijsel Le Havre Toulouse Saint-Étienne Straatsburg Reims Bordeaux | · Antibes Marseille Parijs Rijsel Le Havre Toulouse Saint-Étienne Straatsburg Reims Bordeaux | Stade Vélodrome       |
| · Antibes Marseille Parijs Rijsel Le Havre Toulouse Saint-Étienne Straatsburg Reims Bordeaux | · Antibes Marseille Parijs Rijsel Le Havre Toulouse Saint-Étienne Straatsburg Reims Bordeaux | · Antibes Marseille Parijs Rijsel Le Havre Toulouse Saint-Étienne Straatsburg Reims Bordeaux | Capaciteit: 48.000    |
| · Antibes Marseille Parijs Rijsel Le Havre Toulouse Saint-Étienne Straatsburg Reims Bordeaux | · Antibes Marseille Parijs Rijsel Le Havre Toulouse Saint-Étienne Straatsburg Reims Bordeaux | · Antibes Marseille Parijs Rijsel Le Havre Toulouse Saint-Étienne Straatsburg Reims Bordeaux |                       |

Officieel was Lyon met het "Stade Gerland" ook aangewezen als speelstad tijdens het WK. Maar door de terugtrekking van Oostenrijk kwam het enige duel in Lyon tussen de Zweden en Oostenrijkers daardoor te vervallen.

## Knock-outfase
|  | Achtste finale          | Achtste finale            |                     |        | Kwartfinale  | Kwartfinale  |                    |                    | Halve finale | Halve finale |  |  | Finale | Finale |
|  |                         |                           |                     |        |              |              |                    |                    |              |              |  |  |        |        |
|  | 5 juni – Marseille      |                           |                     |        |              |              |                    |                    |              |              |  |  |        |        |
|  |                         |                           |                     |        |              |              |                    |                    |              |              |  |  |        |        |
|  | Italië                  | 2                         |                     |        |              |              |                    |                    |              |              |  |  |        |        |
|  | Italië                  | 2                         | 12 juni – Parijs    |        |              |              |                    |                    |              |              |  |  |        |        |
|  | Noorwegen               | 1                         |                     |        |              |              |                    |                    |              |              |  |  |        |        |
|  | Noorwegen               | 1                         | Italië              | 3      |              |              |                    |                    |              |              |  |  |        |        |
|  | 5 juni – Parijs         |                           | Italië              | 3      |              |              |                    |                    |              |              |  |  |        |        |
|  |                         | Frankrijk                 | 1                   |        |              |              |                    |                    |              |              |  |  |        |        |
|  | Frankrijk               | Frankrijk                 | 1                   | 3      |              |              |                    |                    |              |              |  |  |        |        |
|  | Frankrijk               |                           | 16 juni – Marseille | 3      |              |              |                    |                    |              |              |  |  |        |        |
|  | België                  | 1                         |                     |        |              |              |                    |                    |              |              |  |  |        |        |
|  | België                  | 1                         | Italië              | 2      |              |              |                    |                    |              |              |  |  |        |        |
|  | 5 juni – Straatsburg    |                           | Italië              | 2      |              |              |                    |                    |              |              |  |  |        |        |
|  |                         | Brazilië                  | 1                   |        |              |              |                    |                    |              |              |  |  |        |        |
|  | Brazilië                | Brazilië                  | 1                   | 6      |              |              |                    |                    |              |              |  |  |        |        |
|  | Brazilië                | 12 en 14 juni¹ – Bordeaux |                     | 6      |              |              |                    |                    |              |              |  |  |        |        |
|  | Polen                   | 5                         |                     |        |              |              |                    |                    |              |              |  |  |        |        |
|  | Polen                   | 5                         | Brazilië            | 1, 2¹  |              |              |                    |                    |              |              |  |  |        |        |
|  | 5 juni – Le Havre       |                           | Brazilië            | 1, 2¹  |              |              |                    |                    |              |              |  |  |        |        |
|  |                         | Tsjecho-Slowakije         | 1, 1¹               |        |              |              |                    |                    |              |              |  |  |        |        |
|  | Tsjecho-Slowakije       | Tsjecho-Slowakije         | 1, 1¹               | 3      |              |              |                    |                    |              |              |  |  |        |        |
|  | Tsjecho-Slowakije       |                           | 19 juni – Parijs    | 3      |              |              |                    |                    |              |              |  |  |        |        |
|  | Nederland               | 0                         |                     |        |              |              |                    |                    |              |              |  |  |        |        |
|  | Nederland               | 0                         | Italië              | 4      |              |              |                    |                    |              |              |  |  |        |        |
|  | 5 juni – Reims          |                           | Italië              | 4      |              |              |                    |                    |              |              |  |  |        |        |
|  |                         | Hongarije                 | 2                   |        |              |              |                    |                    |              |              |  |  |        |        |
|  | Hongarije               | Hongarije                 | 2                   | 6      |              |              |                    |                    |              |              |  |  |        |        |
|  | Hongarije               | 12 juni – Lille           |                     | 6      |              |              |                    |                    |              |              |  |  |        |        |
|  | Nederlands-Indië        | 0                         |                     |        |              |              |                    |                    |              |              |  |  |        |        |
|  | Nederlands-Indië        | 0                         | Hongarije           | 2      |              |              |                    |                    |              |              |  |  |        |        |
|  | 4 en 9 juni¹ – Parijs   |                           | Hongarije           | 2      |              |              |                    |                    |              |              |  |  |        |        |
|  |                         | Zwitserland               | 0                   |        |              |              |                    |                    |              |              |  |  |        |        |
|  | Zwitserland             | Zwitserland               | 0                   | 1, 4 ¹ |              |              |                    |                    |              |              |  |  |        |        |
|  | Zwitserland             |                           | 16 juni – Parijs    | 1, 4 ¹ |              |              |                    |                    |              |              |  |  |        |        |
|  | Duitsland               | 1, 2 ¹                    |                     |        |              |              |                    |                    |              |              |  |  |        |        |
|  | Duitsland               | 1, 2 ¹                    | Hongarije           | 5      |              |              |                    |                    |              |              |  |  |        |        |
|  | 5 juni – Lyon           |                           | Hongarije           | 5      |              |              |                    |                    |              |              |  |  |        |        |
|  |                         | Zweden                    | 1                   |        | Derde plaats | Derde plaats |                    |                    |              |              |  |  |        |        |
|  | Zweden                  | Zweden                    | 1                   | – ²    | Derde plaats | Derde plaats |                    |                    |              |              |  |  |        |        |
|  | Zweden                  | 12 juni – Antibes         | 12 juni – Antibes   | – ²    |              |              | 19 juni – Bordeaux | 19 juni – Bordeaux |              |              |  |  |        |        |
|  | Oostenrijk              | 12 juni – Antibes         | 12 juni – Antibes   | – ²    |              |              | 19 juni – Bordeaux | 19 juni – Bordeaux |              |              |  |  |        |        |
|  | Oostenrijk              | Zweden                    | 8                   | – ²    | Brazilië     | 4            |                    |                    |              |              |  |  |        |        |
|  | 5 en 9 juni¹ – Toulouse | Zweden                    | 8                   |        | Brazilië     | 4            |                    |                    |              |              |  |  |        |        |
|  |                         | Cuba                      | 0                   |        | Zweden       | 2            |                    |                    |              |              |  |  |        |        |
|  | Cuba                    | Cuba                      | 0                   | 3, 2¹  | Zweden       | 2            |                    |                    |              |              |  |  |        |        |
|  | Cuba                    |                           |                     | 3, 2¹  |              |              |                    |                    |              |              |  |  |        |        |
|  | Roemenië                | 3, 1¹                     |                     |        |              |              |                    |                    |              |              |  |  |        |        |
|  | Roemenië                | 3, 1¹                     |                     |        |              |              |                    |                    |              |              |  |  |        |        |

¹ Replaywedstrijden

² Oostenrijk kon niet aan het toernooi deelnemen vanwege de Anschluss op 13 maart 1938.

### Eerste ronde

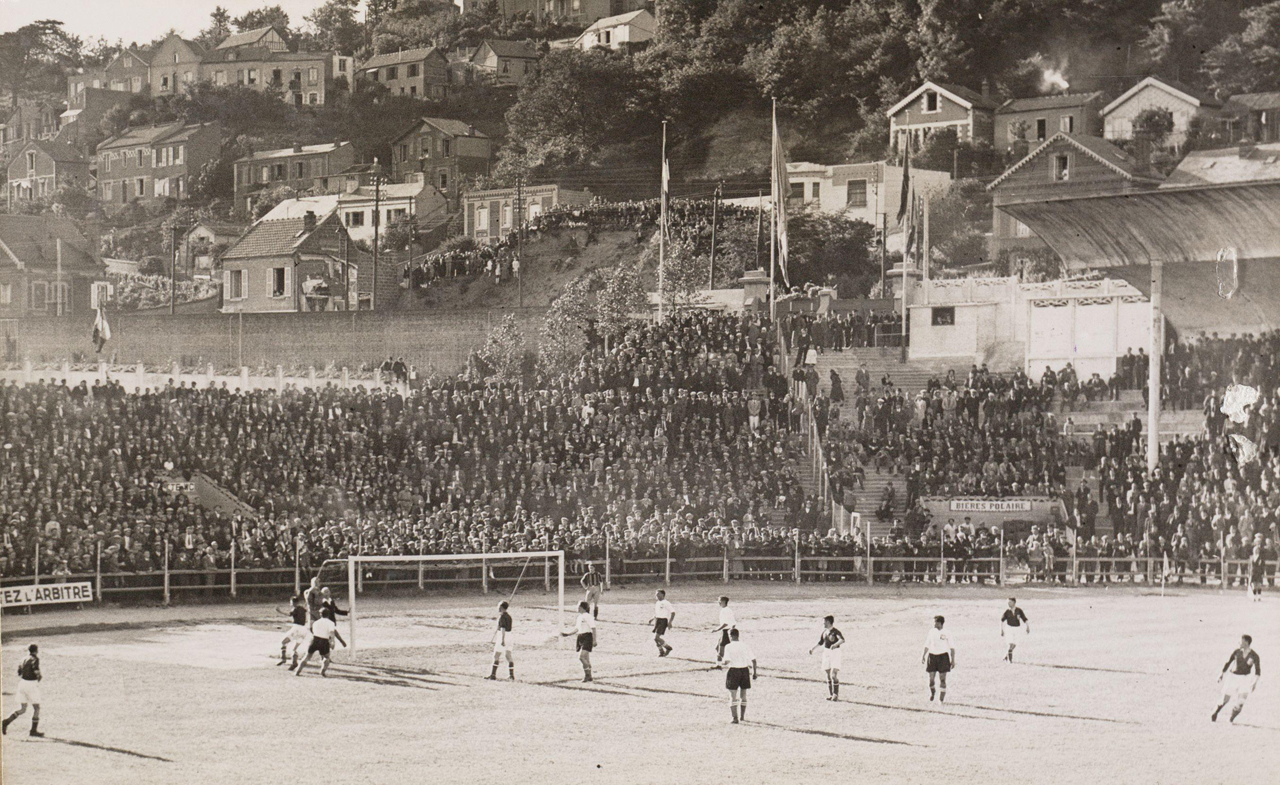
De wedstrijd Tsjecho-Slowakije - Nederland in Le Havre.

#### Duitsland - Zwitserland
In de openingswedstrijd van het toernooi bleek het haastig gecombineerde team van Duitsers en Oostenrijkers nog niet ingespeeld en speelde het met 1-1 gelijk tegen Zwitserland. Zwitserland speelde gelijk door een doelpunt van de bebrilde André Abegglen, ook al succesvol in het vorige WK (drie goals). Het publiek was op de hand van de Zwitsers vanwege de oorlogsdreiging van het nazi-regieme en bekogelde de Duits-Oostenrijkse ploeg met flessen. In de replay werd met name de verdediging omgezet en nam de ploeg een veilige 2-0 voorsprong, maar na de aansluittreffer van de Zwitsers vlak voor rust liepen de Zwitsers in de tweede helft over de Duitsers heen: 4-2, Abeggelen scoorde twee maal. De Oostenrijkers kregen met name van coach Sepp Herberger de schuld, zij zouden express verloren hebben. Het zou nog tot 2018 duren, voordat Duitsland weer in de eerste ronde werd uitgeschakeld op een WK. Zwitserland werd nota bene door een Oostenrijker geleid, Karl Rappan was de uitvinder van het defensieve "grendel"systeem, de voorloper van het Italiaanse "catenaccio", waarbij de tegenstander werd opgewacht om vervolgens met snelle tegenaanvallen toe te slaan.
|                                              |              |                        |             |                                                                                   |
| 4 juni 1938 «onderlinge duels» 17:00 (UTC+1) | Zwitserland  | 1 – 1 (n.v.)           | Duitsland   | Parc des Princes, Parijs Toeschouwers: 27.162 Scheidsrechter: John Langenus (BEL) |
| 4 juni 1938 «onderlinge duels» 17:00 (UTC+1) | Abegglen 43' | verslag (FIFA) verslag | 29' Gauchel | Parc des Princes, Parijs Toeschouwers: 27.162 Scheidsrechter: John Langenus (BEL) |

Replay
|                                              |                                   |                        |                                            |                                                                                 |
| 9 juni 1938 «onderlinge duels» 18:00 (UTC+1) | Duitsland                         | 2 – 4                  | Zwitserland                                | Parc des Princes, Parijs Toeschouwers: 20.265 Scheidsrechter: Ivan Eklind (SWE) |
| 9 juni 1938 «onderlinge duels» 18:00 (UTC+1) | Hahnemann 8' Lörtscher 22' (e.d.) | verslag (FIFA) verslag | 42' Walaschek 64' Bickel 75', 78' Abegglen | Parc des Princes, Parijs Toeschouwers: 20.265 Scheidsrechter: Ivan Eklind (SWE) |

#### Nederlands-Indië - Hongarije
Nederlands-Indië was de vreemde eend op dit WK, het door Nederland gekoloniseerde eilandenrijk speelde de afgelopen jaren nauwelijks wedstrijden en plaatste zich, omdat zowel Japan en de Verengde Staten zich terugtrokken. De ploeg bereidde zich voor in Nederland (waar oorspronkelijk ook de beslissingswedstrijd tegen de Verenigde Staten gespeeld zou worden) bij de Haagse club HBS. In de openingswedstrijd nam Hongarije na een half uur een snelle 4-0 voorsprong om vervolgens de wedstrijd rustig uit te spelen: 6-0. Na het WK zou de ploeg nog een officieuze interland spelen tegen het moederland (9-2). Vlak daarna brak de oorlog uit en Nederlands-Indië zou nooit meer een interland spelen, zeker nadat het land onder de naam Indonesië onafhankelijk werd. 
|                                              |                                                         |                        |                  |                                                                                   |
| 5 juni 1938 «onderlinge duels» 17:00 (UTC+1) | Hongarije                                               | 6 – 0                  | Nederlands-Indië | Vélodrome Municipal, Reims Toeschouwers: 9.000 Scheidsrechter: Roger Conrié (FRA) |
| 5 juni 1938 «onderlinge duels» 17:00 (UTC+1) | Kohut 14' Toldi 16' Sárosi 25', 88' Zsengellér 30', 67' | verslag (FIFA) verslag |                  | Vélodrome Municipal, Reims Toeschouwers: 9.000 Scheidsrechter: Roger Conrié (FRA) |

#### Oostenrijk - Zweden
Zweden plaatste zich automatisch voor de kwartfinales, aangezien Oostenrijk drie maanden voor het toernooi ophield te bestaan door de Duitse annexatie van het land (Anschluss).
|                                |         |           |            |                        |
| 5 juni 1938 «onderlinge duels» | Zweden  | Walk-over | Oostenrijk | Stade de Gerland, Lyon |
| 5 juni 1938 «onderlinge duels» | verslag |           |            | Stade de Gerland, Lyon |

#### Cuba - Roemenië
Cuba had zich ook geplaatst voor het WK door terugtrekking van bjna alle Noord-en Zuid-Amerikaanse landen en had net als Nederland-Indië nauwelijks ervaring in het spelen van wedstrijden, niemand van het team was ooit in het buitenland geweest. Tegenstander Roemenië, ook geplaatst door een terugtrekking (Egypte), nam twee maal een voorsprong, maar de Cubanen dwongen een verlenging af en namen in die verlenging via Iuliu Baratky een 3-2 voorsprong. Een grote verrassing dreigde, maar drie minuten voor tijd maakten de Roemenen gelijk: 3-3. Voor de replay passeerde de Cubaanse coach de toch uitblinkende doelman Benito Carvajales voor de onervaren Juan Ayra, Carvajales voorspelde daarop dat Roemenië in de eerste helft op de voorsprong zou komen, waarna in de tweede helft Cuba met 2-1 zou winnen. De volledige voorspelling zou uitkomen, Oliveira scoorde in de 57e minuut het winnende doelpunt, Ayra verichtte veel reddingen en de sensatie was compleet.
|                                              |                                      |                        |                                   |                                                                                  |
| 5 juni 1938 «onderlinge duels» 17:00 (UTC+1) | Cuba                                 | 3 – 3 (n.v.)           | Roemenië                          | Stade Chapou, Toulouse Toeschouwers: 7.000 Scheidsrechter: Giuseppe Scarpi (ITA) |
| 5 juni 1938 «onderlinge duels» 17:00 (UTC+1) | Socorro 44' Fernández 87' Tuñas 117' | verslag (FIFA) verslag | 35' Bindea 88' Baratky 105' Dobay | Stade Chapou, Toulouse Toeschouwers: 7.000 Scheidsrechter: Giuseppe Scarpi (ITA) |

Replay
|                                              |                          |                        |           |                                                                                |
| 9 juni 1938 «onderlinge duels» 18:00 (UTC+1) | Cuba                     | 2 – 1                  | Roemenië  | Stade Chapou, Toulouse Toeschouwers: 8.000 Scheidsrechter: Alfred Birlem (GER) |
| 9 juni 1938 «onderlinge duels» 18:00 (UTC+1) | Socorro 51' Oliveira 57' | verslag (FIFA) verslag | 35' Dobay | Stade Chapou, Toulouse Toeschouwers: 8.000 Scheidsrechter: Alfred Birlem (GER) |

#### Frankrijk - België
Raymond Braine, de beroemste Belgische speler van het interbellum maakte eindelijk zijn debuut op een WK. In 1930 mocht hij niet mee, omdat hij een café uitbaatte, in 1934 omdat hij als prof speelde in Sparta Praag en hij zich weigerde te naturaliseren als Tsjech. In 1938 speelde hij weer voor Beerschot en stond met zeven clubgenoten in het Belgisch team. Veel mocht het niet baten, België deed niet echt onder voor het thuisland, maar leed een regelmatige 3-1 nederlaag.
|                                              |                              |                        |                |                                                                                              |
| 5 juni 1938 «onderlinge duels» 17:00 (UTC+1) | Frankrijk                    | 3 – 1                  | België         | Stade Olympique de Colombes, Parijs Toeschouwers: 30.454 Scheidsrechter: Hans Wuthrich (SUI) |
| 5 juni 1938 «onderlinge duels» 17:00 (UTC+1) | Veinante 1' Nicolas 16', 69' | verslag (FIFA) verslag | 38' Isemborghs | Stade Olympique de Colombes, Parijs Toeschouwers: 30.454 Scheidsrechter: Hans Wuthrich (SUI) |

#### Italië - Noorwegen
Net als Duitsland kon het oorlogzuchtige Italië op weinig sympathie rekenen bij het thuispubliek, de ploeg werd de hele wedstrijd uitgejouwd. Tegen het onberekenbare Noorwegen nam de ploeg al na twee minuten een 1-0 voorsprong, maar de regerende Wereldkampioen kon niet de beslissing forceren. Vlak voor tijd zorgde Arne Brustad voor de gelijkmaker, om onduidelijke redenen werd een tweede treffer afgekeurd. In de verlenging zorgde Silvio Piola vrij snel voor de bevrijdende 2-1, na de wedstrijd werden de Italiaanse spelers met taxi's naar hun hotel gebracht om de boze Franse supporters te vermijden.
|                                              |                       |                        |             |                                                                                     |
| 5 juni 1938 «onderlinge duels» 17:00 (UTC+1) | Italië                | 2 – 1 (n.v.)           | Noorwegen   | Stade Vélodrome, Marseille Toeschouwers: 19.000 Scheidsrechter: Alois Beranek (GER) |
| 5 juni 1938 «onderlinge duels» 17:00 (UTC+1) | Ferraris 2' Piola 94' | verslag (FIFA) verslag | 83' Brustad | Stade Vélodrome, Marseille Toeschouwers: 19.000 Scheidsrechter: Alois Beranek (GER) |

#### Brazilië - Polen
Brazilië nam voor de derde achtereenvolgende keer mee aan het WK, maar na twee beroerde campagnes had Brazilië een logische selectie, waardoor het onbekende, verre land een serieuze kanshebber was. Tegenstander Polen nam voor de eerste keer deel aan het toernooi, versloeg Joegoslavië in de voorronde, maar kon pas een week voor de wedstrijd beginnen aan de voorbereidingen aangezien de Poolse competitie toen pas stopte en de Poolse clubteams hun internationals niet afstonden. Het werd een uiterste levendige wedstrijd, Brazilië onderstreepte zijn favorietenrol door voor rust met 3-1 voor te staan. De omslag kwam toen het begon te regenen, de Brazilianen konden hier niet mee opschieten en gleden constant uit. Na rust profiteerde Ernest Wilimowski hiervan door twee keer te scoren: 3-3. Toen het stopte met regenen had Brazilië weer grip op de wedstrijd en nam in de 71e minuut weer de leiding door een doelpunt van José Perácio, maar vlak voor tijd scoorde Wilimowski zijn derde: 4-4. In de verlenging nam Leônidas, de eerste echte Braziliaanse ster het initiatief en scoorde in de eerste verlenging zijn tweede en derde doelpunt. Hij speelde lange tijd zonder schoenen door de weersomstandigheden en de eerste werd blootvoets gemaakt, maar toch goed gekeurd. De Polen gaven nog steeds niet op en Wilimowski scoorde zijn vierde, vlak daarna schoot Polen nog op de lat. De Brazilianen waren ternauwernood door en verscheidene clubs probeerden Willimowski te contracteren, die na de wedstrijd in een dronken bui bijna drie contracten ondertekende. Tijdens de tweede wereldoorlog werd Wilimowski door de nazi's beschowd als Volksduitser en speelde daardoor in de oorlog mee met de Duitse ploeg. In Polen werd hij gezien als verrader en kon niet voor zijn land spelen, hij speelde nog voor verschillende Duitse ploegen, maar werd niet geselecteerd voor het winnende Duitse team van 1954, zijn grootste teleurstelling.
|                                              |                                                    |                        |                                                    |                                                                                        |
| 5 juni 1938 «onderlinge duels» 17:30 (UTC+1) | Brazilië                                           | 6 − 5 (n.v.)           | Polen                                              | Stade de la Meinau, Straatsburg Toeschouwers: 13.452 Scheidsrechter: Ivan Eklind (SWE) |
| 5 juni 1938 «onderlinge duels» 17:30 (UTC+1) | Leônidas 18', 93', 104' Romeu 25' Perácio 44', 71' | verslag (FIFA) verslag | 23' (pen.) Scherfke 53', 59', 89', 118' Wilimowski | Stade de la Meinau, Straatsburg Toeschouwers: 13.452 Scheidsrechter: Ivan Eklind (SWE) |

#### Nederland - Tsjecho-Slowakije
Nederland was in tegenstelling tot het vorige WK geen favoriet, het speelde zonder zijn beste speler Beb Bakhuijs vanwege zijn profstatus. Nederland trof het niet met de loting, het speelde tegen Tsjecho-Slowakije, finalist van het vorige WK. Nederland begon goed en vooral de jonge Bertus de Harder, die het de Tsjechsche verdediging moeilijk maakte, maakte indruk. Het leverde echter geen doelpunt op, Puck van Heel en Frans van der Veen vielen geblesseerd uit, en wisselspelers waren destijds nog niet toegestaan. Ook deze wedstrijd moest verlengd worden, de vijfde van de zeven wedstrijden in de achtste finale. In de verlengingen raakte Nederland vermoeid en de Tsjechen sloegen in de tweede helft alsnog duidelijk toe: 3-0. Nederland had echter meer bereikt dan het team van 1934, toen al na 90 minuten werd verloren (Zwitserland). Bertus de Harder zou nauwelijks meer spelen voor het nationale team dankzij de oorlog en hij werd in 1944 geschorst door een beschuldiging dat hij was omgekocht voor een zak aardappelen tijdens de hongerwinter. In 1955 maakte hij zijn rentree na vijftien jaar geen interlands gespeeld te hebben.
|                                              |                                      |                        |           |                                                                                     |
| 5 juni 1938 «onderlinge duels» 18:30 (UTC+1) | Tsjecho-Slowakije                    | 3 – 0 (n.v.)           | Nederland | Stade municipal, Le Havre Toeschouwers: 11.000 Scheidsrechter: Lucien Leclerq (FRA) |
| 5 juni 1938 «onderlinge duels» 18:30 (UTC+1) | Košťálek 93' Nejedlý 111' Zeman 118' | verslag (FIFA) verslag |           | Stade municipal, Le Havre Toeschouwers: 11.000 Scheidsrechter: Lucien Leclerq (FRA) |

### Kwartfinale

#### Hongarije - Zwitserland
Zwitserland kon de stunt tegen Duitsland niet herhalen en leed een regelmatige 2-0 nederlaag tegen Hongarije. Vlak voor rust scoorde György Sárosi het eerste doelpunt, waarna Gyula Zsengellér in de 89e minuut het duel besliste: 2-0.
|                                               |             |                        |                           |                                                                                            |
| 12 juni 1938 «onderlinge duels» 17:00 (UTC+1) | Zwitserland | 0 – 2                  | Hongarije                 | Stade Victor Boucquey, Lille Toeschouwers: 14.000 Scheidsrechter: Rinaldo Barlassina (ITA) |
| 12 juni 1938 «onderlinge duels» 17:00 (UTC+1) |             | verslag (FIFA) verslag | 40' Sárosi 89' Zsengellér | Stade Victor Boucquey, Lille Toeschouwers: 14.000 Scheidsrechter: Rinaldo Barlassina (ITA) |

#### Zweden - Cuba
Drie dagen na de stunt tegen Roemenië moest Cuba weer aantreden tegen Zweden, dat niet hoefde te spelen door de annexatie van Oostenrijk. Net als Brazilië waren de Cubanen niet gewend in de regen te spelen. Al bij rust was de wedstrijd beslist: 4-0 met drie doelpunten van Gustav Wetterström. In de tweede helft hield Cuba de schade lang beperkt tot de laatste tien minuten, waarin nog vier doelpunten werden gescoord. Harry Andersson maakte ook drie punten in totaal. Het Cubaanse sprookje was afgelopen, Zweden bereikte de halve finales zonder zich in te moeten spannen. 
|                                               |                                                                           |                        |      |                                                                                       |
| 12 juni 1938 «onderlinge duels» 17:00 (UTC+1) | Zweden                                                                    | 8 – 0                  | Cuba | Stade du Fort Carré, Antibes Toeschouwers: 6.846 Scheidsrechter: Augustin Krist (TCH) |
| 12 juni 1938 «onderlinge duels» 17:00 (UTC+1) | H. Andersson 9', 81', 90' Wetterström 32', 37', 44' Keller 80' Nyberg 84' | verslag (FIFA) verslag |      | Stade du Fort Carré, Antibes Toeschouwers: 6.846 Scheidsrechter: Augustin Krist (TCH) |

#### Italië - Frankrijk
Beide teams zouden in het blauw aantreden, waarna de Italianen besloten in hun zwarte fascistenuniform aan te treden, wart dit tot ongenoegen van het publiek. In de negende minuut opende Gino Colaussi de score na een foute inschatting van de Franse doelman, binnen een minuut maakten de Fransen gelijk. In de tweede helft liep de wereldkampioen weg van Frankrijk door twee doelpunten van Piola en bereikte Italië na de ontsnapping tegen Noorwegen overtuigend de halve finale.
|                                               |               |                        |                            |                                                                                            |
| 12 juni 1938 «onderlinge duels» 17:00 (UTC+1) | Frankrijk     | 1 – 3                  | Italië                     | Stade Olympique de Colombes, Parijs Toeschouwers: 58.455 Scheidsrechter: Louis Baert (BEL) |
| 12 juni 1938 «onderlinge duels» 17:00 (UTC+1) | Heisserer 10' | verslag (FIFA) verslag | 9' Colaussi 51', 72' Piola | Stade Olympique de Colombes, Parijs Toeschouwers: 58.455 Scheidsrechter: Louis Baert (BEL) |

#### Brazilië - Tsjecho-Slowakije
Het duel tussen Brazilië en Tsjecho-Slowakije werd beheerst door een overdaad aan venijnige overtredingen en het duel ging de geschiedenisboeken in als de "Slag van Bordeaux". Al voor rust werden drie spelers uit het veld gestuurd, een record dat in 2006 werd overtroffen tijdens de wedstrijd tussen Portugal en Nederland ("Slag van Neurenberg"), toen vier spelers uit het veld werden gestuurd. In de eerste helft maakte Leônidas de openingstreffer, later in de wedstrijd stapte ook hij uit het veld na een stevige tackle. Ook de Tsjechische doelpuntenmaker Oldřich Nejedlý haalde het einde van de wedstrijd niet, hij liep een gebroken been op. Doelman František Plánička liep een gebroken arm op, maar bleef in het doel staan, hij zou nooit meer een internationale wedstrijd spelen door deze blessure. Ook tijdens de verlengingen veranderde niets aan het scoreverloop en aard van de grimmige wedstrijd. Twee dagen later moesten de Tsjechen zes spelers vervangen, de Brazilianen negen, de wedstrijd was gelukkig veel rustiger dan de eerste. Na een 1-0 achterstand maakte de weer herstelde Leônidas de gelijkmaker, waarna Roberto het winnende doelpunt maakte.
|                                               |              |                        |                    |                                                                                   |
| 12 juni 1938 «onderlinge duels» 17:00 (UTC+1) | Brazilië     | 1 – 1 (n.v.)           | Tsjecho-Slowakije  | Parc Lescure, Bordeaux Toeschouwers: 22.021 Scheidsrechter: Pal von Hertzka (HUN) |
| 12 juni 1938 «onderlinge duels» 17:00 (UTC+1) | Leônidas 30' | verslag (FIFA) verslag | 65' (pen.) Nejedlý | Parc Lescure, Bordeaux Toeschouwers: 22.021 Scheidsrechter: Pal von Hertzka (HUN) |

Replay
|                                               |                          |                        |                   |                                                                                      |
| 14 juni 1938 «onderlinge duels» 18:00 (UTC+1) | Brazilië                 | 2 – 1                  | Tsjecho-Slowakije | Parc Lescure, Bordeaux Toeschouwers: 18.141 Scheidsrechter: Georges Capdeville (FRA) |
| 14 juni 1938 «onderlinge duels» 18:00 (UTC+1) | Leônidas 57' Roberto 62' | verslag (FIFA) verslag | 25' Kopecký       | Parc Lescure, Bordeaux Toeschouwers: 18.141 Scheidsrechter: Georges Capdeville (FRA) |

### Halve finales

#### Hongarije - Zweden
Zweden had op een makkelijke manier de halve finale gehaald na een bye door de invasie van Adolf Hitler in Oostenrijk en een 8-0 zege op het niet bepaald sterke Cuba. Het team kwam al na één minuut op voorsprong tegen Hongarije door een doelpunt van Arne Nyberg. Nog voor rust stelde Hongarije orde op zake: 3-1 om de wedstrijd in de tweede helft uit te spelen: 5-1. Gyula Zsengellér scoorde twee goals en met een doelsaldo van dertien goals voor en één tegen bereikte Hongarije simpel de finale.
|                                               |                                                                |                        |           |                                                                                    |
| 16 juni 1938 «onderlinge duels» 18:00 (UTC+1) | Hongarije                                                      | 5 – 1                  | Zweden    | Parc des Princes, Parijs Toeschouwers: 14.800 Scheidsrechter: Lucien Leclerq (FRA) |
| 16 juni 1938 «onderlinge duels» 18:00 (UTC+1) | Jacobsson 19' (e.d.) Titkos 37' Zsengellér 39', 85' Sárosi 65' | verslag (FIFA) verslag | 1' Nyberg | Parc des Princes, Parijs Toeschouwers: 14.800 Scheidsrechter: Lucien Leclerq (FRA) |

#### Italië - Brazilië
De route naar de halve finale plaats was voor Brazilie een zware beproeving met een verlenging tegen Polen (6-5) en twee duels tegen Tsjecho-Slowakije, waarvan de eerste wedstrijd een zware bevalling was met veel blessures ("de slag van Bordeaux"). Daarom besloot de Braziliaanse coach de sterspeler van het toernooi Leônidas te sparen voor een eventuele finale door een blessure, vliegtickets voor de finale in Parijs waren al geboekt. Tegenstander was echter wereldkampioen Italië. Dat nu zonder de hulp van Benito Mussolini op het WK in hun eigen land ook op eigen kunnen ver kwam in het toernooi, ondanks stevige tegenstand in de eerste twee wedstrijden (Noorwegen en Frankrijk). Al in de eerste helft had Italië de overhand en beloonde zich in de tweede helft met treffers van Gino Coloussi en sterspeler Giuseppe Meazza. Een late treffer van Romeu kwam te laat om de Italianen te verontrusten en Leônidas zou niet een finale spelen.
|                                               |                                |                        |           |                                                                                     |
| 16 juni 1938 «onderlinge duels» 18:00 (UTC+1) | Italië                         | 2 – 1                  | Brazilië  | Stade Vélodrome, Marseille Toeschouwers: 33.000 Scheidsrechter: Hans Wuthrich (SUI) |
| 16 juni 1938 «onderlinge duels» 18:00 (UTC+1) | Colaussi 51' Meazza 60' (pen.) | verslag (FIFA) verslag | 87' Romeu | Stade Vélodrome, Marseille Toeschouwers: 33.000 Scheidsrechter: Hans Wuthrich (SUI) |

### Troostfinale
Leônidas was weer fit genoeg om te spelen en kon nog steeds topscorer van het toernooi worden, hij stond voor de kleine finale op vijf treffers, evenveel als de Hongaar Zsengellér Zweden nam een 0-2 voorsprong, een aansluittreffer vlak voor rust van Romeu gaf de Brazilianen weer hoop. In de tweede helft zorgde  Leônidas alsnog voor het verschil en naast de 4-2 zege op Zweden werd hij topscorer van het toernooi (Zsengellér zou in de finale niet scoren) en beste speler van het toernooi. Leônidas was de eerste grote Braziliaanse ster tijdens een WK en vergeten werd hij niet, ook niet na zijn dood.
|                                               |                         |                        |                                         |                                                                                 |
| 19 juni 1938 «onderlinge duels» 17:00 (UTC+1) | Zweden                  | 2 – 4                  | Brazilië                                | Parc Lescure, Bordeaux Toeschouwers: 12.000 Scheidsrechter: John Langenus (BEL) |
| 19 juni 1938 «onderlinge duels» 17:00 (UTC+1) | Jonasson 28' Nyberg 38' | verslag (FIFA) verslag | 44' Romeu 63', 74' Leônidas 80' Perácio | Parc Lescure, Bordeaux Toeschouwers: 12.000 Scheidsrechter: John Langenus (BEL) |

### Finale
|                                               |                      |                        |                                 |                                                                                                   |
| 19 juni 1938 «onderlinge duels» 17:00 (UTC+1) | Hongarije            | 2 – 4                  | Italië                          | Stade Olympique de Colombes, Parijs Toeschouwers: 45.124 Scheidsrechter: Georges Capdeville (FRA) |
| 19 juni 1938 «onderlinge duels» 17:00 (UTC+1) | Titkos 8' Sárosi 70' | verslag (FIFA) verslag | 6', 35' Colaussi 16', 82' Piola | Stade Olympique de Colombes, Parijs Toeschouwers: 45.124 Scheidsrechter: Georges Capdeville (FRA) |

| 1938 Wereldkampioen |
| ------------------- |
|                     |
| ITALIË Tweede titel |

## Toernooiranglijst
| Plaats                           | Land              | GW | Win | Gel | Ver | DV | DT | +/- | Pnt |
| -------------------------------- | ----------------- | -- | --- | --- | --- | -- | -- | --- | --- |
| 1                                | Italië            | 4  | 4   | 0   | 0   | 11 | 5  | +6  | 8   |
| 2                                | Hongarije         | 4  | 3   | 0   | 1   | 15 | 5  | +10 | 6   |
| 3                                | Brazilië          | 4  | 2   | 1   | 1   | 12 | 10 | +2  | 5   |
| 4                                | Zweden            | 3  | 1   | 0   | 2   | 11 | 9  | +2  | 2   |
| Uitgeschakeld in de kwartfinale  |                   |    |     |     |     |    |    |     |     |
| 5                                | Tsjecho-Slowakije | 2  | 1   | 1   | 0   | 4  | 1  | +3  | 3   |
| 6                                | Frankrijk         | 2  | 1   | 0   | 1   | 4  | 4  | 0   | 2   |
| 7                                | Zwitserland       | 2  | 0   | 1   | 1   | 1  | 3  | −2  | 1   |
| 8                                | Cuba              | 2  | 0   | 1   | 1   | 3  | 11 | −8  | 1   |
| Uitgeschakeld in de eerste ronde |                   |    |     |     |     |    |    |     |     |
| 9                                | Roemenië          | 1  | 0   | 1   | 0   | 3  | 3  | 0   | 1   |
| 10                               | Duitsland         | 1  | 0   | 1   | 0   | 1  | 1  | 0   | 1   |
| 11                               | Polen             | 1  | 0   | 0   | 1   | 5  | 6  | −1  | 0   |
| 12                               | Noorwegen         | 1  | 0   | 0   | 1   | 1  | 2  | −1  | 0   |
| 13                               | België            | 1  | 0   | 0   | 1   | 1  | 3  | −2  | 0   |
| 14                               | Nederland         | 1  | 0   | 0   | 1   | 0  | 3  | −3  | 0   |
| 15                               | Nederlands-Indië  | 1  | 0   | 0   | 1   | 0  | 6  | −6  | 0   |

## Statistieken

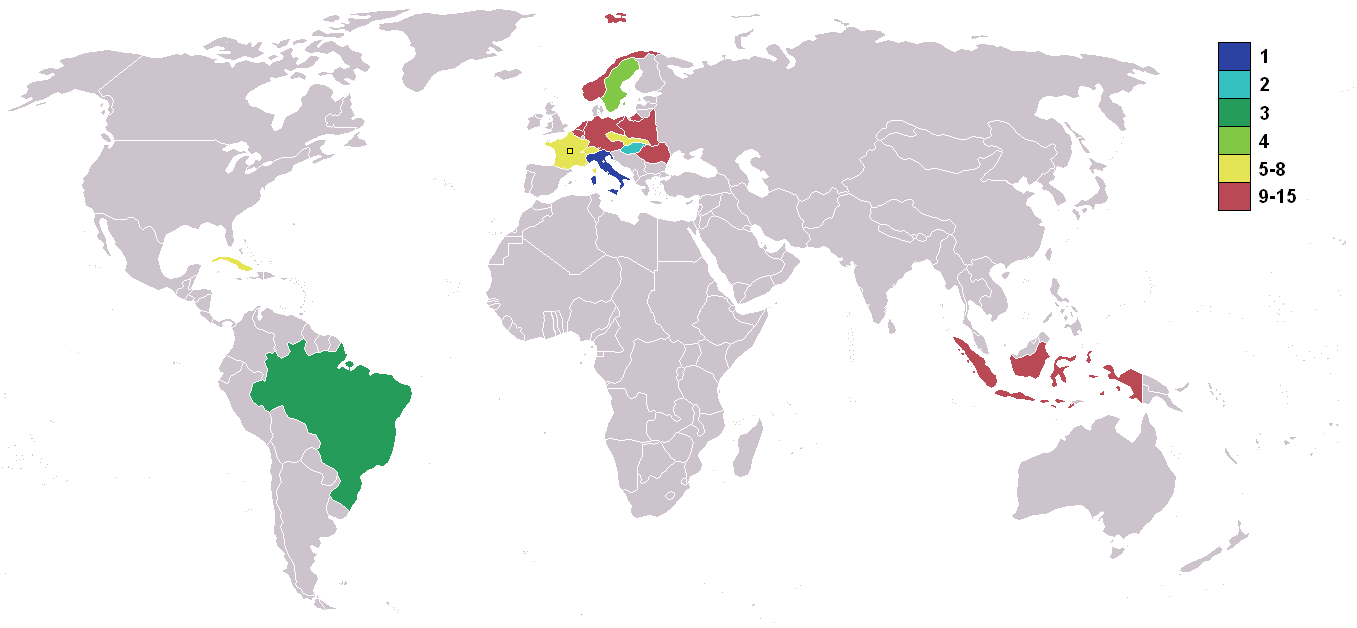
Deelnemende landen met de prestatie.

| Aantal wedstrijden               | 18      |
| Totaal aantal doelpunten         | 84      |
| Eigen doelpunten                 | 1       |
| Aantal uitsluitingen (rood)      | 4       |
| Doelpuntgemiddelde per wedstrijd | 4,67    |
| Toeschouwerstotaal               | 483.100 |
| Toeschouwersgemiddelde           | 26.833  |

## Doelpuntenmakers
7 doelpunten
- Leônidas

5 doelpunten
- György Sárosi
- Gyula Zsengellér
- Silvio Piola

4 doelpunten
- Gino Colaussi
- Ernest Wilimowski

3 doelpunten
- Perácio
- Romeu
- Héctor Socorro
- Harry Andersson
- Arne Nyberg
- Gustav Wetterström
- André Abegglen

2 doelpunten
- Oldřich Nejedlý
- Jean Nicolas
- Pál Titkos
- Ștefan Dobay

1 doelpunt
- Hendrik Isemborghs
- Roberto
- Tomás Fernández
- José Magriñá
- Vlastimil Kopecký
- Josef Košťálek
- Josef Zeman
- Oscar Heisserer
- Émile Veinante
- Josef Gauchel
- Wilhelm Hahnemann
- Vilmos Kohut
- Géza Toldi
- Pietro Ferraris
- Giuseppe Meazza
- Arne Brustad
- Fryderyk Scherfke
- Iuliu Barátky
- Silviu Bindea
- Tore Keller
- Sven Jonasson
- Alfred Bickel
- Genia Walaschek

Eigen doelpunten
- Sven Jacobsson (tegen Hongarije)
- Ernst Lörtscher (tegen Duitsland)

## Nasleep
Na het wat amusement en spektakel betreft geslaagde WK zou het volgende toernooi in Duitsland of Latijns-Amerika (waarschijnlijk Argentinië) gehouden worden, maar de oorlogsdreiging was toen al voelbaar en in Spanje en China aantoonbaar. Binnen een jaar brak de tweede wereldoorlog uit, waarbij van de vijftien deelnemers alleen Zweden en Zwitserland niet betrokken waren. Tijdens het toernooi woedde de Sudeten-crisis tussen Duitsland en Tsjecho-Slowakije, waarna Duitsland eerst het Sudetengebied en in maart 1939 volledig Tsjechië veroverde. De tweede wereldoorlog brak uit, toen Duitsland Polen aanviel en onder andere Frankrijk Duitsland de oorlog verklaarde. Tijdens de oorlog viel Duitsland naast Frankrijk de neutrale landen Noorwegen, Nederland en België aan en werden Italië, Hongarije en Roemenië bondgenoten. Na de Japanse aanval op Pearl Harbour sloot Cuba zich aan bij de Verenigde Staten in de oorlog (zonder actief op te treden), werd Nederlands-Indië veroverd door Japan en ten slotte koos Brazilië de kant van de geallieerden en zond zelfs troepen in de oorlog in Europa. Het organiseren van een WK in 1946 kwam nog te vroeg, maar in hetzelfde jaar besloot de FIFA het WK in 1950 voor te zetten in Brazilië.

## WK 1938 in beeld

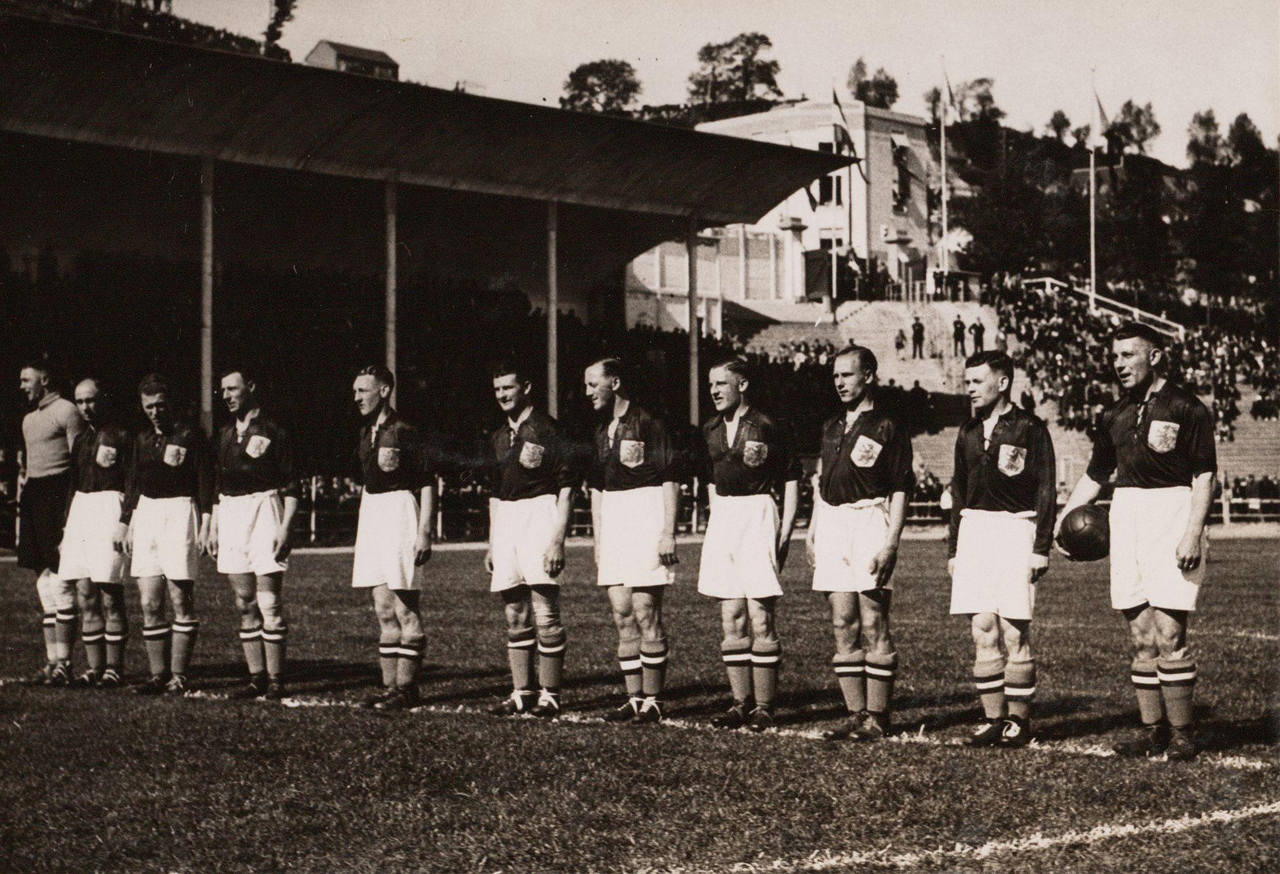
Nederlands voetbalelftal
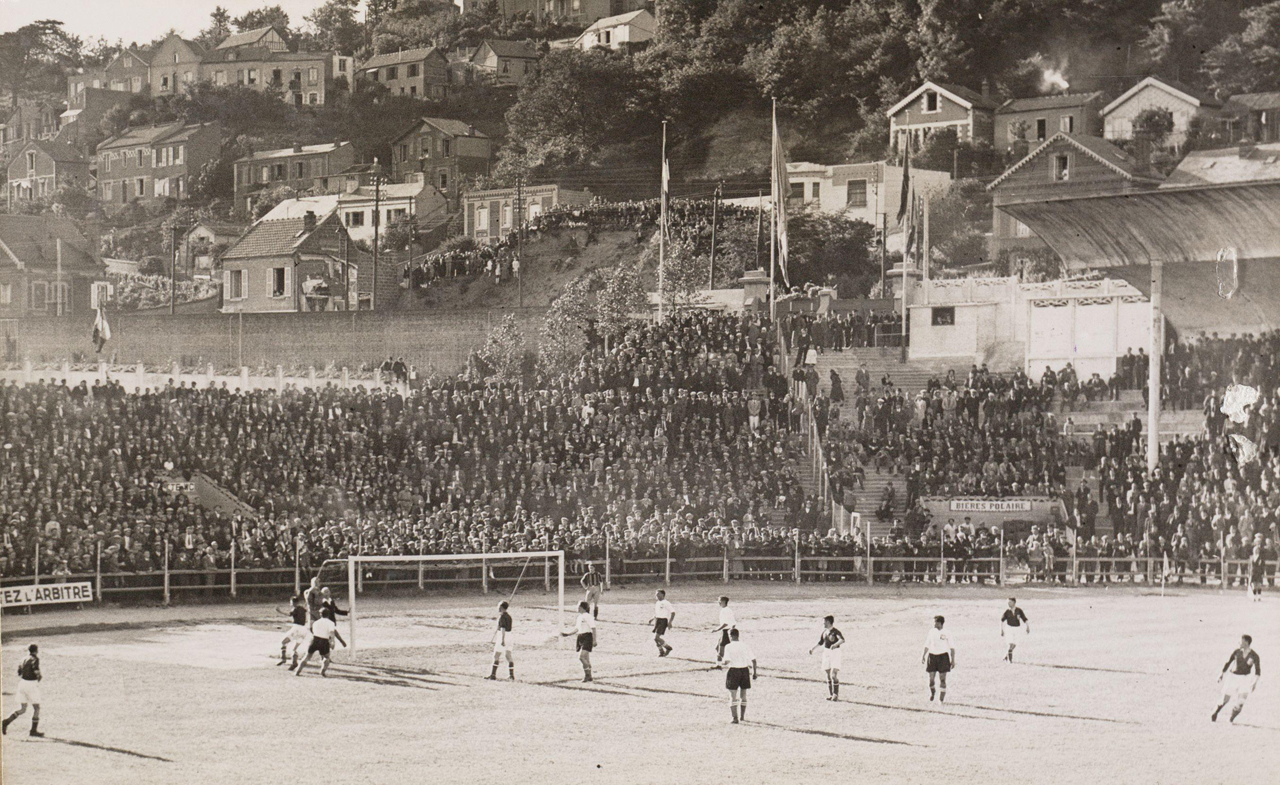
Nederland-Tsjechoslowakije
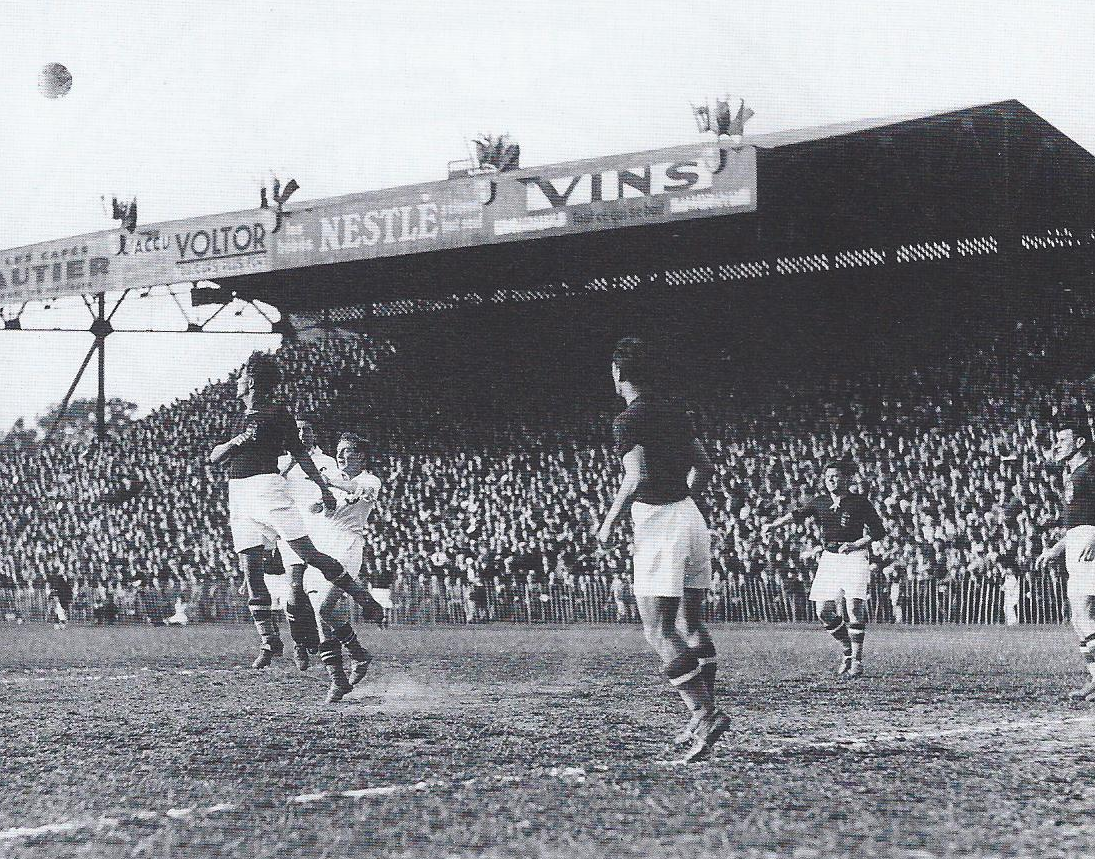
Hongarije-Zwitserland
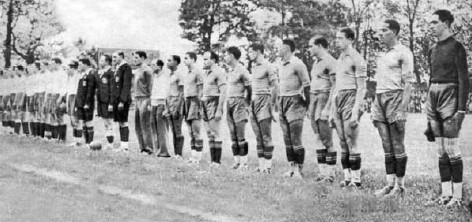
Brazilië-Polen
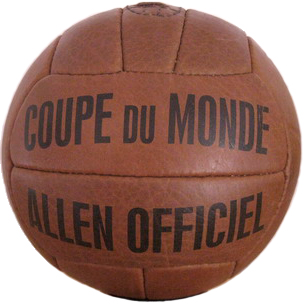
De bal

Stade du Fort Carré (Antibes) · Stade Vélodrome (Marseille) · Stade Municipal (Le Havre) · Stade Victor Boucquey (Lille) · Stade olympique Yves-du-Manoir (Parijs) · Parc des Princes (Parijs) · Stade Auguste-Delaune (Reims) · Stade de la Meinau (Straatsburg) · Parc Lescure (Bordeaux) · Stade Chapou (Toulouse)